# Williams River (Hunter River)
Der Williams River, früher auch Dorribang River genannt, ist ein Fluss im Osten des australischen Bundesstaates New South Wales.

## Verlauf
Er entspringt am Barrington House im Barrington-Tops-Nationalpark und fließt nach Südosten und Süden, wo er genau westlich der Fitzgerald Bridge in Raymond Terrace auf den Hunter River trifft. Auf seinem Weg durchfließt er die Städte Salisbury, Bandon Grove, Fosterton, Dungog, Brookfield, Clarence Town und Seaham.

### Nebenflüsse mit Mündungshöhen
Nebenflüsse des Williams River sind:
- Chichester River – 82 m
- Carowiry Creek – 58 m
- Myall Creek – 51 m
- Tabbil Creek – 45 m
- Wallarobba Creek – 36 m
- Black Camp Creek – 22 m
- Unwarrabin Creek – 21 m
- Chambers Creek – 6 m
- Tumbledown Creek – 4 m
- Stony Creek – 4 m